# Bee Movie : Drôle d'abeille
Pour plus de détails, voir Fiche technique et Distribution.
Bee Movie : Drôle d'abeille ou Drôle d'abeille au Québec (Bee Movie) est un film d'animation réalisé par Steve Hickner, Simon J. Smith, et Ari Salazar pour DreamWorks SKG, sorti en 2007.
Le film a reçu des critiques mitigées de la part des critiques, qui ont loué son humour et sa distribution vocale, mais ont critiqué son intrigue et son manque d'originalité. Néanmoins, il a depuis gagné un culte, en partie motivé par des mèmes Internet du film partagés sur les médias sociaux, qui font le plus souvent l'éloge de la prémisse surréaliste, du scénario et des camées de célébrités du film.

## Synopsis
Fraîchement diplômée, une abeille connue sous le nom de Barry B. Benson perd ses illusions à la perspective de n'avoir qu'un seul plan de carrière : fabriquer du miel dans l’entreprise Honex, sans pouvoir jamais changer de métier après l’avoir choisi. Barry veut rejoindre le groupe de pollinisateurs, seul emploi qui peut lui permettre de sortir de la ruche.
Alors qu'il s'aventure hors de la ruche pour la première fois, il brise l'une des règles fondamentales du monde des abeilles : il adresse la parole à un humain, une fleuriste de New York, Vanessa. Il est choqué de constater que les humains volent et mangent le miel que produisent les abeilles, et ce depuis des siècles. Il se donne alors pour mission d'assigner la race humaine en justice pour vol de miel et de faire respecter les droits des abeilles, sans même penser aux conséquences.
La mission de Barry attire une grande attention des abeilles et des humains, avec d'innombrables spectateurs assistant au procès. Bien que Barry soit confronté à l'avocat de la défense Layton T. Montgomery, le premier jour du procès se passe bien. Ce soir-là, Barry dîne avec Vanessa quand Ken arrive. Vanessa quitte la pièce, et Ken exprime à Barry qu'il déteste que le couple passe du temps ensemble. Lorsque Barry part pour utiliser les toilettes, Ken tend une embuscade et tente de le tuer, seulement pour que Vanessa intervienne et rompt avec Ken. Le deuxième jour du procès, Montgomery déclenche un assassinat de personnage impénitant contre les abeilles, ce qui conduit un Adam profondément offensé à le piquer. Montgomery exagère immédiatement la piqûre pour se faire passer pour la victime d'une agression tout en ternissant Adam. Les actions d'Adam mettent en péril la crédibilité des abeilles et sa vie, bien qu'il se rétablisse. Le troisième jour, Barry remporte le procès en exposant le jury au traitement torturant des abeilles, en particulier l'utilisation du fumeur, et empêche les humains de voler à nouveau le miel aux abeilles. Ayant perdu le procès, Montgomery avertit cryptiquement Barry qu'un changement est imminent.
Honex arrête la production de miel et toutes les abeilles, y compris les pollinisateurs d'une importance vitale alors mis au chômage, toutes les fleurs du monde commencent à s'éteindre sans aucune pollinisation. Les dernières fleurs restantes sont stockées à Pasadena, en Californie, destinées au dernier défilé du tournoi des roses. Barry et Vanessa s'y rendent et volent un flotteur, qu'ils chargent dans un avion. Ils espèrent apporter les fleurs aux abeilles afin qu'elles puissent polliniser à nouveau les dernières fleurs restantes du monde. Lorsque le capitaine de l'avion explique que le vol sera retardé en raison du mauvais temps, Barry essaie de parler aux pilotes, seulement pour qu'ils s'assomment les uns les autres tout en essayant de le tuer. Avec l'aide de Barry et des abeilles de sa ruche, Vanessa parvient à faire atterrir l'avion en toute sécurité.
Barry devient membre des pollinisateurs, et ils s'envolent vers un parterre de fleurs. Armés du pollen des dernières fleurs, les abeilles inversent les dégâts et sauvent les plantes du monde, redémarrant la production de miel. Plus tard, Barry dirige un cabinet d'avocats au magasin de fleurs de Vanessa, qui gère les différends entre les animaux et les humains. En vendant des fleurs aux clients, Vanessa propose certaines marques de miel "approuvées par les abeilles".

## Fiche technique
Sauf indication contraire ou complémentaire, les informations mentionnées dans cette section proviennent du générique de fin de l'œuvre audiovisuelle présentée ici.
- Titre original : Bee Movie
- Titre français : Bee Movie : Drôle d'abeille
- Titre québécois : Drôle d'abeille
- Réalisation : Simon J. Smith et Steve Hickner
- Scénario : Jerry Seinfeld, Spike Feresten, Barry Marder et Andy Robin
- Production : Jerry Seinfeld, Christina Steinberg, Cameron Stevning et Mark Swift
- Sociétés de production : Dreamworks Animation et Columbus 81 Productions
- Musique : Rupert Gregson-Williams
- Production de la musique : Hans Zimmer
- Direction artistique : Alex McDowell
- Design des personnages : Christophe Lautrette
- Effets visuels : Doug Cooper
- Montage : Nick Fletcher
- Animation : Line Andersen, Antony Gray, John Hill et Gabe Hordos
- Distribution : Paramount Pictures
- Budget : 150 000 000 $[2]
- Format : Couleurs - 35 mm (Kodak)- 1,85:1 - Son Dolby Digital / DTS / SDDS
- Durée : 87 minutes
- Pays de production :  États-Unis,  Australie[1]
- Langues : Français, Allemand, Anglais, Arabe, Coréen, Espagnol, Japonais
- Dates de sortie[3] :
  - États-Unis : 28 octobre 2007, avant-première à Westwood et 2 novembre 2007 sur le reste du territoire
  - Royaume-Uni : 28 octobre 2007 au Festival du film de Londres
  - Canada : 2 novembre 2007
  - Belgique / France : 12 décembre 2007

## Distribution
| - Jerry Seinfeld : Barry B. Benson - Renée Zellweger : Vanessa Bloome - Matthew Broderick : Adam Flayman - Patrick Warburton : Ken - John Goodman : Layton T. Montgomery - Chris Rock : Moseblood le Moustique - Kathy Bates : Janet Benson - Barry Levinson : Martin Benson - Larry King : Abeille Larry King - Ray Liotta : Lui-même - Sting : Lui-même - Oprah Winfrey : Juge Bumbleton - Larry Miller : Buzzwell - Megan Mullally : Trudy - Rip Torn : Lou Lo Duca - Michael Richards : Bud Ditchwater - Mario Joyner : Jackson - Jim Cummings : Narrateur - Tom Papa : Splitz / Klauss Vanderhayden - Andy Robin : Athlète - David Pimentel : Hector - Chuck Martin : Andy - Conrad Vernon : Freddy - David Herman : Buzz / Bob Bumble / Pilote - Carol Leifer et Geoff Witcher : Journalistes - Jeff Altman : Oncle Carl - Brian Hopkins : Sandy Shrimpkin - Tress MacNeille : Jeanette Chung - Nathan D. Morrissey : Timmy - Olivia Mattingly : Petite fille - Simon J. Smith : Chet - John DiMaggio : Concierge / Greffier - Barry Marder : Waterbug - Sean Bishop : Ladybug | - Gad Elmaleh : Barry B. Benson - Dorothée Pousséo : Vanessa - Antoine Duléry : Adam - Guillaume Orsat : Ken - Bernard-Pierre Donnadieu : Maître Montgoméry - Pascal Sellem : Moustak - Cyrielle Clair : Janet Benson - Patrice Dozier : Martin Benson - Jacques Bouanich : Dean Buzwell - Jean-Pierre Castaldi : Lou Lo Duca - Bruno Guillon : Jackson - Camille Combal : Buzz - Florian Gazan : Splitz - Véronique Alycia : Trudy - Christophe Dechavanne : M. Tombalo - Philippe Lavil : Oncle Carl - Philippe Bozo : Freddy Frelon - Anne Jolivet : Juge Bumbleton - Max Aulivier : L'huissier / Chet - Tristan Petitgirard : Andy / Klauss Vanderhayden - Arthur Jugnot : Hector - Guy Chapellier : Frelon - Jean Barney : Abeille Larry King - Phil Barney : Sting - Emmanuel Jacomy : Ray Liotta - Yumi Fujimori : Jeanette Chung - François Berland : le narrateur - Anne Plumet : la vache - Valentin Maupin : figurant Source : Carton DVD zone 2. | - Alain Zouvi : Barry B. Benson - Julie Burroughs : Vanessa - Daniel Roy : Ken - Antoine Durand : Adam - Yves Corbeil : Layton T. Montgomery - François L'Écuyer : Moseblood le Moustique - Claudine Chatel : Janet Benson - Carole Chatel : La juge - Michel Charette : Buzzwell - Claudia-Laurie Corbeil : Trudy - Marc Bellier : Lou Lo Duca - François Trudel : Bud Ditchwater Sources : www.doublage.qc.ca |

## Adaptation en jeu vidéo
Un jeu vidéo se basant sur le film, développé par le studio Beenox. est sorti le 16 novembre 2007 sur PC, Xbox 360, Nintendo DS, Wii et Playstation 2.